# Зикеев, Николай Васильевич
Николай Васильевич Зикеев (1902 — 1970, Москва) — советский руководящий работник высшей школы. Директор Пензенского педагогического института имени В.Г. Белинского с 1942 по 1943 гг. Инициатор создания исторического факультета ПГПИ им. В.Г. Белинского (1943). 

## Биография
Родился в 1902 году.
С 1935 по 1941 гг. работал доцентом Московского областного педагогического института.
С марта 1942 по ноябрь 1943 был директором Пензенского педагогического института имени В.Г. Белинского.
Время руководства Н.В. Зикеева Пензенским педагогическим институтом пришлось на период разгара Великой Отечественной войны. Из-за массового отсева студентов, постоянной смены преподавательского состава учебный процесс был разлажен. В связи с этим Народный комиссариат просвещения РСФСР издаёт приказ «О работе Пензенского педагогического института», которым предписывается наладить нормальные условия для работы вуза. Деятельность института обсуждало и бюро Южного райкома ВКП(б) г. Пензы. В результате 16 января 1943 года Н. В. Зикеев подписал приказ об отмене свободного посещения занятий. От старост групп стали требовать списки отсутствующих, а деканам предписано иметь сводку посещаемости на каждый день и неделю. С июня устанавливается регистрация прихода и ухода в институт служащих и рабочих. Между учебными группами организуется социалистическое соревнование с вручением Красного знамени победителям по результатам учёбы и общественной работы. 1 октября 1943 года в институте был открыт исторический факультет. 29 октября 1943 года в институте открыта кафедра военной и физической подготовки.
В ноябре 1943 г. переведен на работу в центральный аппарат Народного комиссариата просвещения РСФСР.
Н.В. Зикеева не стало в 1970 году. Похоронен на Новодевичьем кладбище города Москвы.